# Ludwig II. (Münster)
Ludwig von Hessen (* 1282 oder 1283; † 18. August 1357 in Münster) war als Ludwig II. seit 1310  Bischof im Bistum Münster und damit auch Landesherr des Hochstifts Münster. Seine 47 Jahre währende Amtszeit war die längste aller münsterschen Bischöfe.

## Herkunft und Ernennung
Er stammte aus dem Haus Hessen, das im Mannesstamm auf das Haus Brabant zurückführt. Sein Vater war Landgraf Heinrich I. von Hessen († 1308), die Mutter war Mechthild von Kleve. Sophie von Brabant war seine Großmutter und Elisabeth von Thüringen seine Urgroßmutter.
Ludwig war 1307 Domherr in Chartres und Trier. Nicht zuletzt auf Drängen von König Philipp IV. von Frankreich erhielt er auch eine Domkanonikerstelle in Mainz. Im Jahr 1309 wurde er auf Veranlassung von König Heinrich VII. Domherr in Münster. Insbesondere dem Bemühen seines Onkels Graf Otto von Kleve hatte Ludwig 1310 die Ernennung durch Papst Clemens V. zum Bischof von Münster zu verdanken. Vorangegangen war dem die Erklärung der Unrechtmäßigkeit der Wahl seines Vorgängers Konrad von Berg durch den Papst. Dem folgte eine fast ein Jahr andauernde Vakanz. Erst danach wurde Ludwig vom Papst ernannt. Das Domkapitel verzichtete auf den Vorschlag eines Kandidaten. Die Befürchtung des Papstes, dass die Einsetzung Ludwigs zu Widerstand in Münster führen könnte, erfüllte sich nicht. Auch die Landstände erkannten ihn an. Dabei spielte die starke Eskorte durch Truppen Ottos von Kleve eine Rolle.

## Ansätze zum Herrschaftsausbau
Der Bischof schwächte anfangs die ständischen Mitsprachemöglichkeiten. An die Stelle der ständischen Vertretung in der Umgebung des Bischofs traten nur ihm verpflichtete Vertraute vorwiegend aus dem Klerus. Daneben versuchte er den Einfluss der Adeligen nicht wie zuvor durch den Bau neuer Landesburgen, sondern durch die Schaffung eines Systems von Offenhäusern zu schwächen. Die Burgherren traten dabei in ein Lehensverhältnis zum Bischof, der ihnen wiederum Schutz gegen deren Feinde zusicherte.
Außerdem versuchte Ludwig systematisch mit der Verleihung von Stadtrechten den Frieden in seinem Territorium zu sichern. Dazu gehörten Dülmen (1311), Billerbeck (1318), Ramsdorf (1319), Sendenhorst (vor 1315) sowie Rheine (1327). Von den Stadtrechten wurde die wirtschaftliche Entwicklung der Orte verbessert, gleichzeitig stiegen damit die Einnahmen des Landesherren. Ein weiterer Aspekt des Herrschaftsausbaus war der Erwerb von Gogerichten, Holzgerichten oder ähnlicher Rechte. Damit war er in einigen Fällen erfolgreich. Aber insbesondere im Zentrum des Stifts gelang dies nicht immer.

## Äußere Konflikte
Die Erfolge beim Ausbau seiner Herrschaft in den ersten Jahren wurden durch äußere Konflikte geschmälert. Seit 1312 kam es nach außen zu einer langen Reihe von Fehden gegen benachbarte Territorien.
Dabei spielte auch der deutsche Thronstreit eine Rolle. Benachbarte Territorialherren wie die Grafen von Jülich, Berg, Kleve, Holland und Arnsberg standen auf Seiten Ludwigs von Bayern. Bischof Ludwig entschied sich trotz grundsätzlicher Unterstützung für Friedrich den Schönen zunächst für eine abwartende Haltung. Als Ludwig der Bayer den Grafen von der Mark die Reichslehen und Pfandschaften entzog, kam es auch zum Konflikt mit dem Bischof von Münster.
Beruhigt wurde die Lage durch ein Landfriedensabkommen zwischen dem Erzbischof von Köln, den Bischöfen von Münster und Osnabrück, den Städten Münster, Osnabrück und Dortmund von 1319.
Die große Bredevoorter Fehde war ein Konflikt zwischen Ludwig und Rainald II. von Geldern um die Rechte an der ehemaligen Herrschaft Lohn. Otto und Johann von Ahaus als Erben des letzten Grafen Hermann II. von Lohn hatten die Herrschaft mitsamt der Burg Bredevoort an das Hochstift Münster verkauft, ohne auf geldrische Lehensrechte im Westteil der Herrschaft Rücksicht zu nehmen. Beide Seiten sammelten daraufhin bedeutende Unterstützer um sich. Hinter Rainald II. standen unter anderem die Bischöfe von Lüttich und Utrecht, die Grafen von Jülich, Berg, Mark, Artois, Holland und Flandern sowie König Johann von Böhmen. Auf Seiten Ludwigs standen der Bischof von Osnabrück, die Grafen von Waldeck und Sayn sowie die Edelherren von Lippe. Hinzu kamen Bündnisverträge mit Erzbischof Heinrich von Köln und dessen Bruder Robert von Virneburg, den Marschall von Westfalen. Es kam zu teilweise heftigen Zerstörungen im westlichen Münsterland. Umgekehrt gelang es den Bürgern von Borken den Gegnern am 23. März 1323 eine Niederlage beizubringen. Obwohl dem Bischof das umstrittene Gebiet durch Schiedsspruch schließlich zugesprochen wurde, konnte er es wegen finanzieller Schwierigkeiten nicht behaupten. Nachdem er mit seinen Truppen gegen die Stadt Hamm zog, fiel er 1323 in die Hand des Grafen von der Mark. Die bischöflichen Truppen wurden einige Zeit später militärisch besiegt. Nur gegen ein Lösegeld von 5000 Silbermark und der Schleifung einiger Burgen konnte sich der Bischof 1323 freikaufen. Dies ruinierte die Finanzen des Bischofs und er musste selbst gegenüber dem Papst seine Zahlungsunfähigkeit eingestehen. Da nur ein kleiner Summe für den Freikauf aufzutreiben war, musste Ludwig die Burg Botzlar und zwei Gerichte abtreten. Außerdem musste Ludwig verschiedene Kirchspiele verpfänden, um die Herrschaft Barnsfeld für das Hochstift zu erhalten.
Auch im Norden des münsterschen Territoriums führte Ludwig militärische Auseinandersetzungen mit den meisten benachbarten Gebieten. Hinzu kam der Aufstand der Friesen 1341. Auch mit dem Bistum Osnabrück kam es zu Konflikten. Hinzu kamen weitere Fehden und Auseinandersetzungen.

## Einflussverlust
Die Kosten für die Truppen führten zur Verschuldung des Bistums und zur Verpfändung von Besitzungen. Dies führte dazu, dass der Landesherr kaum noch Ämter oder Lehen vergeben konnte, auch die Landesburgen waren teilweise verpfändet. Die finanzielle Lage führte zum Streit mit den Landständen. Diese konnten ihren Einfluss stark ausbauen. Von diesen wurde 1336 ein Stiftsrat eingesetzt, der die Aufgabe hatte den Bischof zu kontrollieren. Ohne Zustimmung des Rates durfte Ludwig keine Fehden mehr führen, Stiftsgüter veräußern oder geistliche Richter einsetzen.
Auch Erzbischof Walram von Köln kritisierte die Verpfändung von Stiftsbesitz. Er drohte gar mit einer Klage vor dem Papst. Kritik kam auch vom Domkapitel, dass die Bevorzugung von Angehörigen der Familie des Bischofs bei Pfründen beklagte. Das Kapitel rief daher den Papst um Abhilfe an. Ludwig hielt allerdings an seiner Pfründenpolitik fest.

## Förderung des geistlichen Lebens
Bei allen weltlichen Auseinandersetzungen war der Bischof um die Hebung des kirchlichen Lebens bemüht. So stiftete er Kollegiatkapitel in Dülmen, Horstmar sowie in der Stadt Münster die Klöster Hoffriege und Reine. Während der von der Pest und Hungersnöten geprägten Amtszeit des Bischofs war er um die Fürsorge für die Kranken und Armen bemüht.
Nach seinem Tod wurde Ludwig im Dom zu Münster beigesetzt.